# Sztuhna-P
A Sztuhna–P (angolul: Stugna-P, ukránul: Стугна-П) egy páncéltörő rakétarendszer, amelyet az ukrán Lucs vállalat fejlesztett ki 2005–2010 között és gyárt 2011-től. Az ukrán Szkif páncéltörő rakéta módosított változata, amely ukrán gyártmányú PN–I célzó- és irányítóberendezéssel rendelkezik, míg a Szkifhez a belarusz Peleng cég PN–SZ irányítórendszerét használják. Az irányítórendszert leszámítva a Sztuhna-P és a Szkif páncéltörő rendszer lényegében megegyezik és mindkét rendszer ugyanazt a két rakétatípust használja. 2018-ban 102 db török gyártmányú, Aselsan Eye–Lr S hőképalkotót vásároltak a Sztuhna–P rendszerhez. Ezzel a berendezéssel a rakétarendszer éjszaka és ködben is alkalmazható.
A lézeres félautomata önirányítást (SACLOS) alkalmazó 130 mm-es RK–2SZ páncéltörő rakéta tandem elrendezésű robbanófejet alkalmaz a reaktív páncélzat (ERA) hatástalanítása érdekében. A rendszerhez a repesz-romboló harci résszel ellátott RK–2OF rakéta is használható. A rakéta hatótávolsága 100 és 5500 méter között van, a páncéltörő változat (RK–2SZ) mintegy 800–1100 mm homogén acélpáncél (RHA) átütésére képes típus változattól függően. A rakéta szállító-indító konténerben helyezkedik el.
A lézeres rávezetésnél a irányzónak végig követni kell a célpontot a becsapódás pillanatáig, így ez veszélyes lehet számára: ha a rakétaindítást az ellenség észleli, akkor semlegesítheti az indítót és kezelőjét. Az ukrán fejlesztők ennek kiküszöbölésére távirányíthatóvá tették a rendszert: a kezelő akár 50 méteres távolságból, biztonságos helyről is célozhat és tüzelhet a rakétával, így legfeljebb az indító berendezést kockáztatja, az életét nem.
A páncéltörő rakétát az Ukrán Fegyveres Erőknél 2011-ben, az Ukrán Nemzeti Gárdánál 2015-ben rendszeresítették. A Nemzeti Gárdánál a 2015-ben bemutatott, CFmoto Tracker 800 quadra szerelt mobil változatát is használják. A rakéták nagy sorozatú gyártása 2015-ben indult el. 2018-ig 200 indítóberendezést és mintegy 3000 darab rakétát gyártottak.
A Lucs cég 2020 februárjában mutatta be a Sztuhna–P harcjárműre szerelhető változatát, az Amulet páncéltörő rakétarendszert, amely két rakétát hordozhat. Az Amulet rendszert BRDM–2 harcjárműre telepítették, de bemutatták a Novator páncélozott járműre szerelve is.

A 2022-es Ukrajna elleni orosz invázió során az elérhető információk és videók alapján az ukrán fegyveres erők sikeresen alkalmazzák a Sztuhna–P rakétákat az orosz harckocsik ellen. Videó felvételek szerint helikoptereket is sikerült lelőni vele.

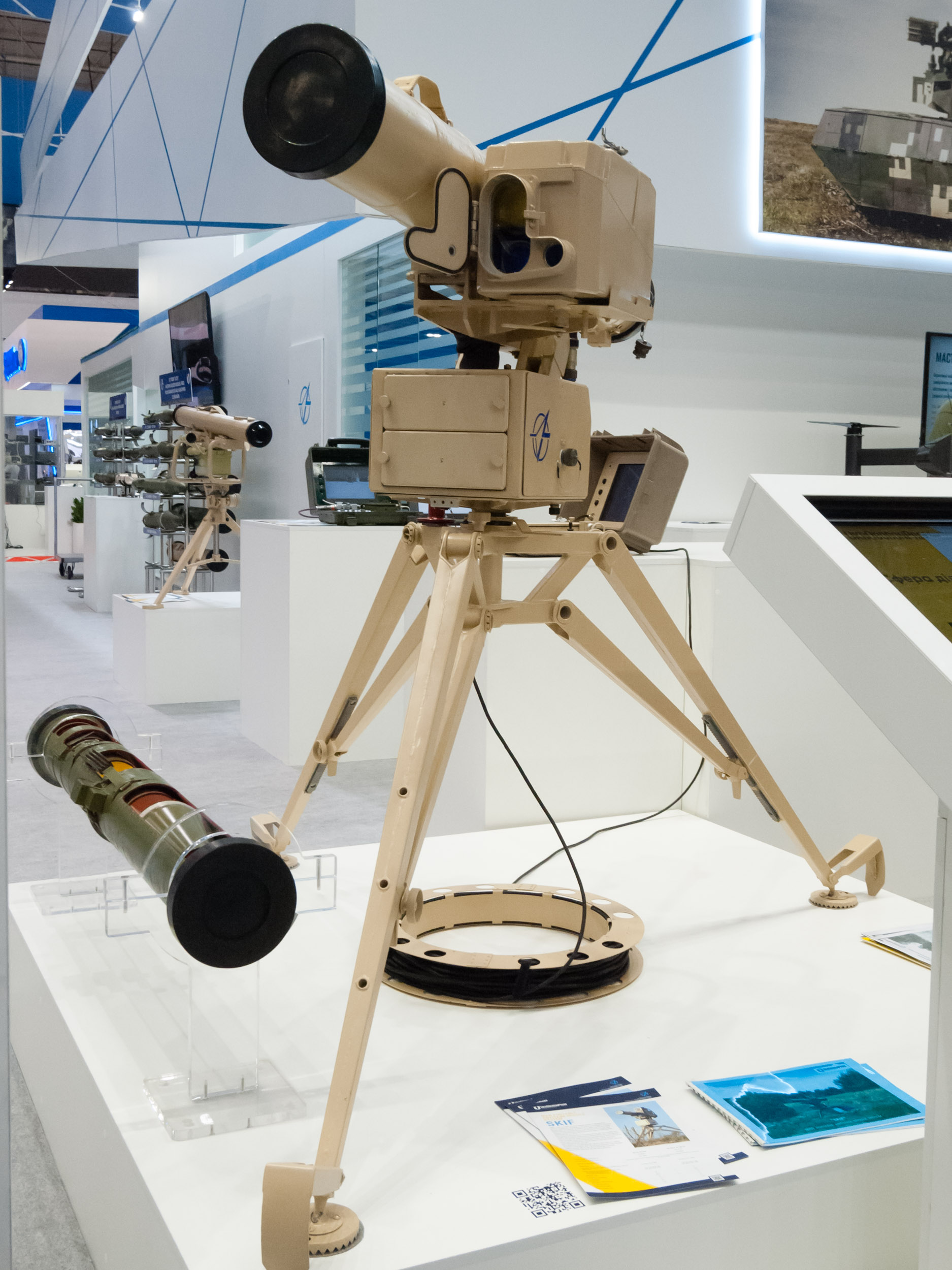
Sztuhna–P a kijevi Zbroja ta Bezpeka kiállításon 2021-ben
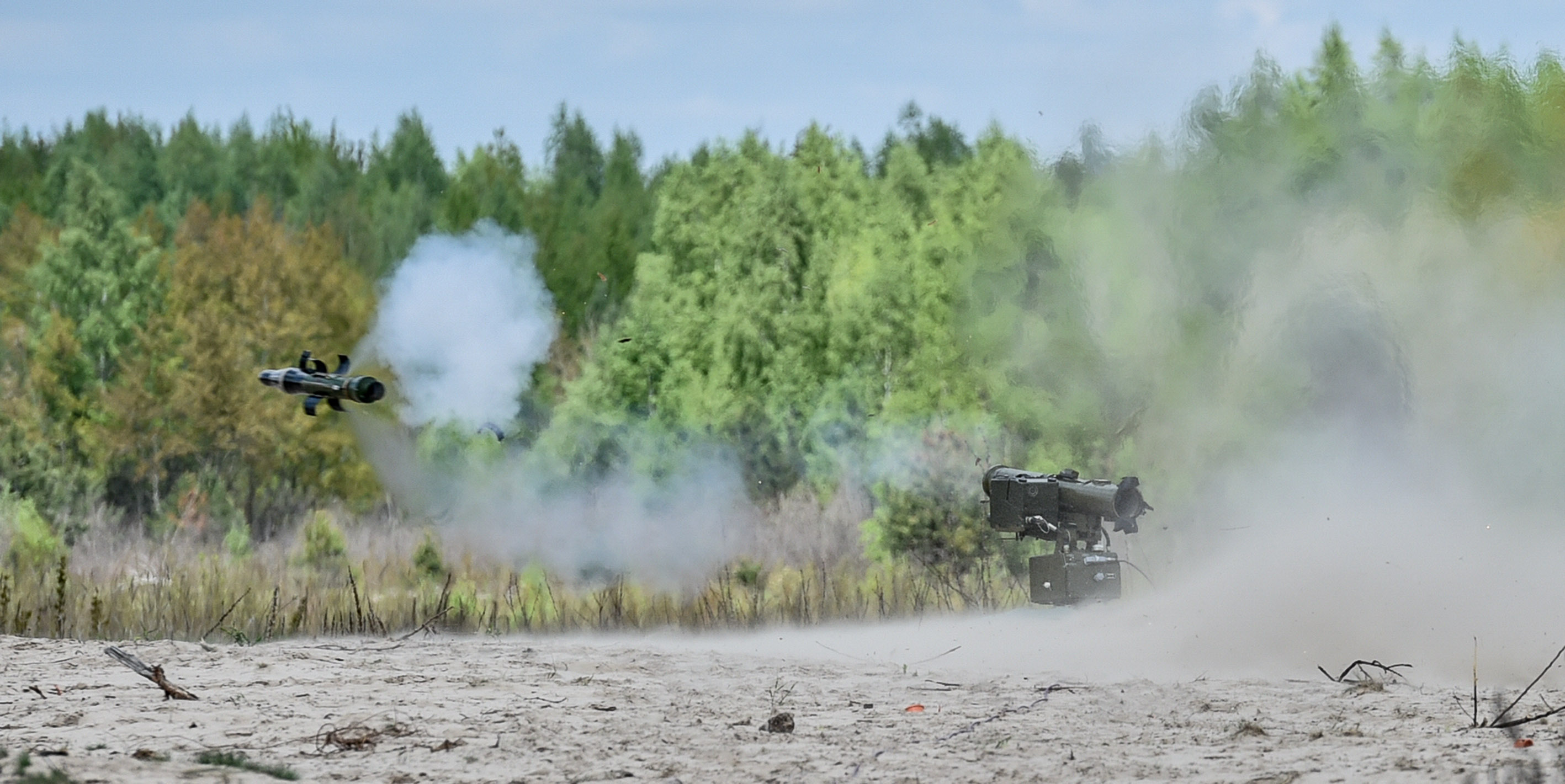
Sztuhna–P rakéta a levegőben
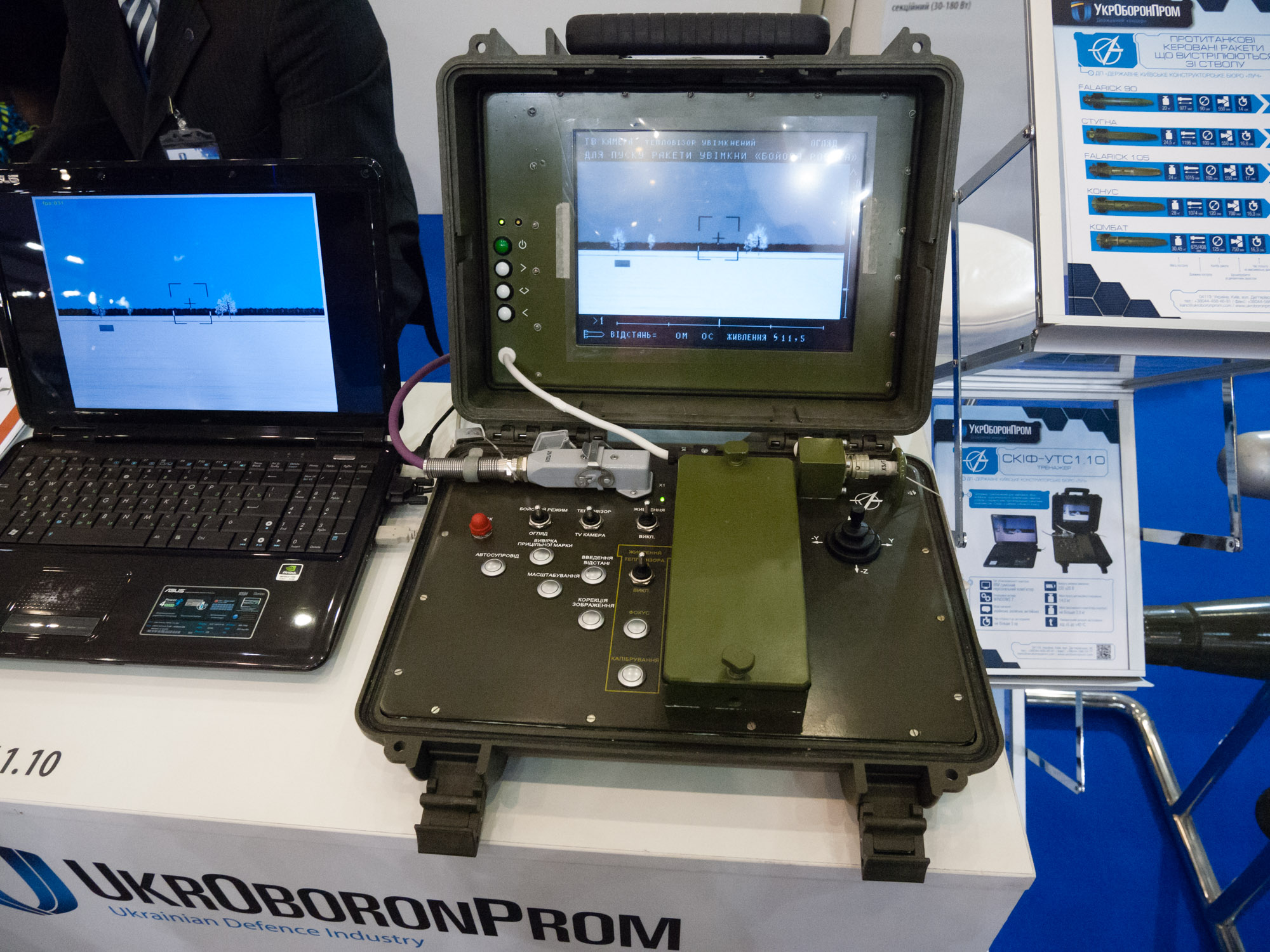
Az irányítókonzol
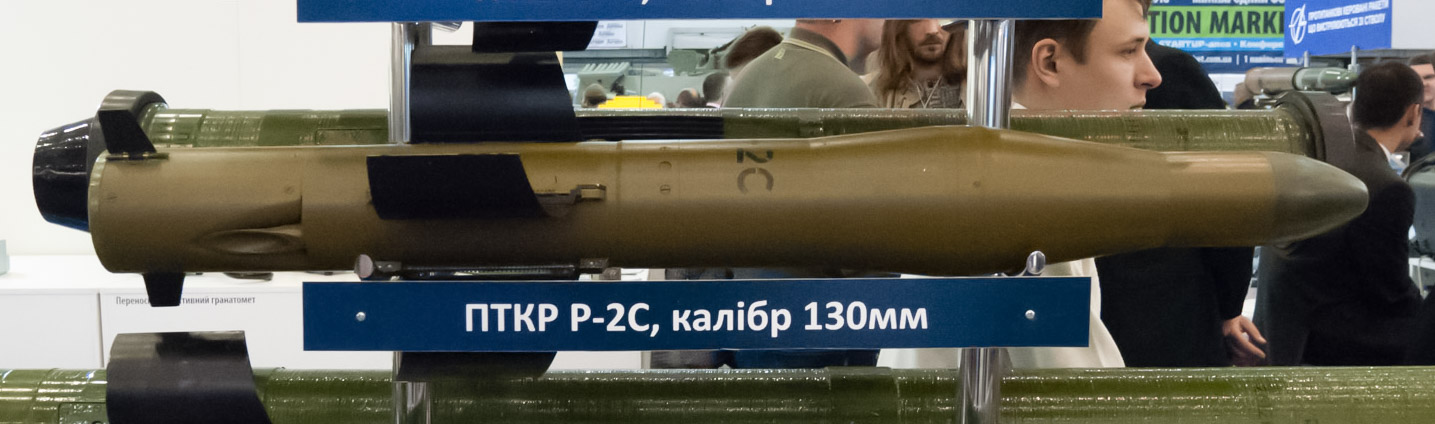
Az RK–2SZ rakéta
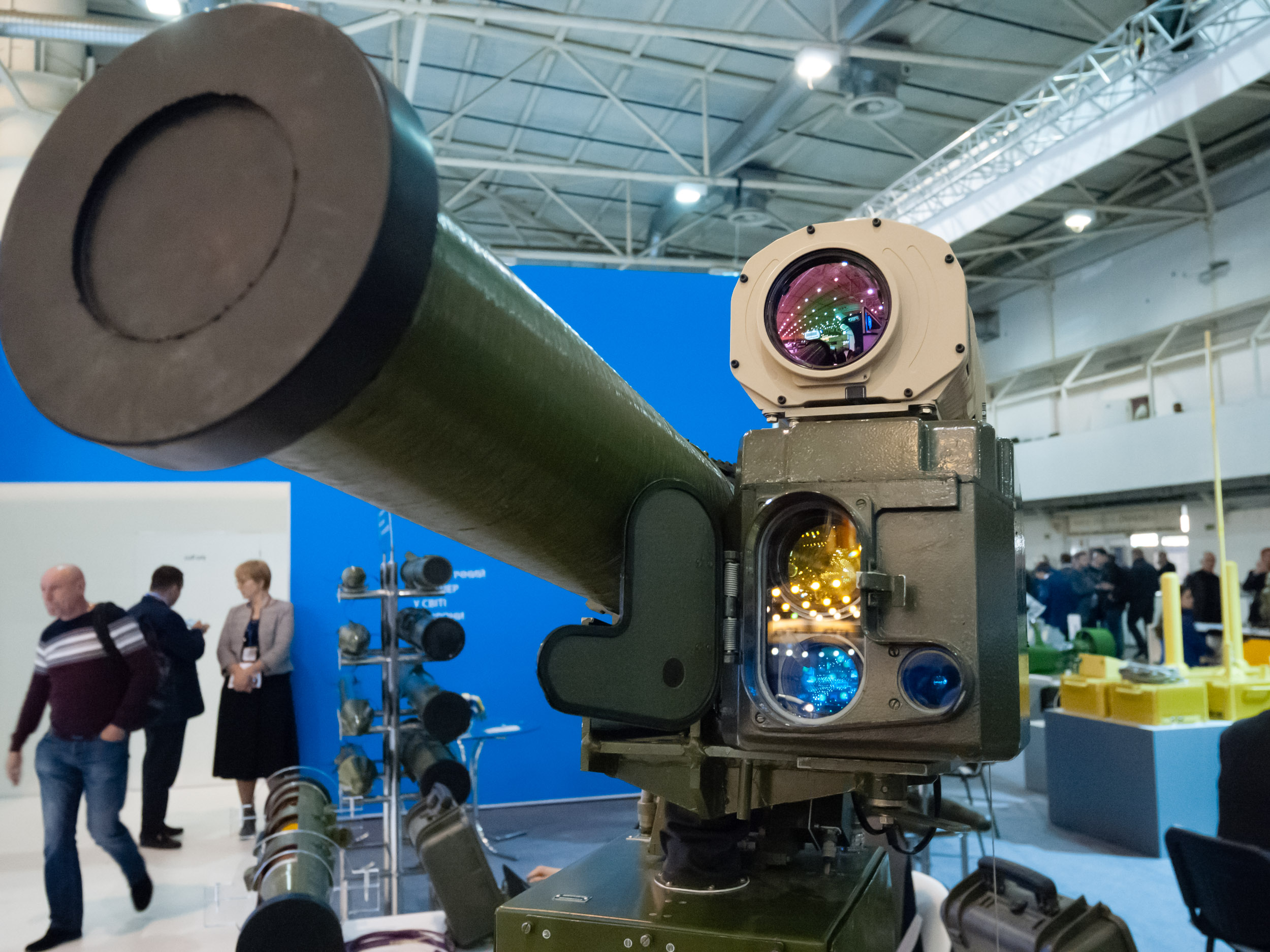
Török Aselsan Eye–Lr S hőképalkotóval (felül) felszerelt Sztuhna–P